# Opius propriorufus
Opius propriorufus är en stekelart som beskrevs av Fischer 1979. Opius propriorufus ingår i släktet Opius och familjen bracksteklar. Inga underarter finns listade i Catalogue of Life.